# Libinia ferreirae
Libinia ferreirae is een krabbensoort uit de familie van de Epialtidae. De wetenschappelijke naam van de soort is voor het eerst geldig gepubliceerd in 1871 door Brito Capello.